# Rockville (Utah)
Pour les articles homonymes, voir Rockville.
Rockville est une ville du comté de Washington (Utah, États-Unis). Elle est située le long de la Virgin River près de l'embouchure du canyon de Zion. La ville se trouve juste à la limite du Parc national de Zion. L'entrée du parc est située à environ 8 km au nord-est de la ville.

## Géographie
Selon le Bureau du recensement des États-Unis, la ville a une superficie totale de 21,8 km2.

### Climat
Cette région connaît des étés chauds (sans excès) et secs, sans températures mensuelles moyennes au-dessus de 22 °C. Selon le système de classification climatique de Köppen, Rockville a un climat méditerranéen chaud avec un été chaud, abréviation de "Csb" sur les cartes climatiques.

## Démographie
Au recensement de 2010, on comptait 245 personnes, 119 ménages, et 63 familles dans la ville. La densité de population était de 29,3 personnes par mile carré (11,3 / km ²). Il y avait 142 unités de logement et une densité moyenne de 16,9 par mile carré (6,5 / km ²). La composition raciale de la ville était à 96,76 % Blanc (US Recensement), 0,40 % Asie (Recensement des États-Unis), et 1,62 % de métis de deux races ou plus. Hispanique ou Latino étaient à 6,88 % de la population.

## Centres d'intérêt
- Parc national de Zion
- La ville possède un pont historique en acier treillis qui traverse Virgin river. Il a été construit en 1924 et c'est l'un des derniers exemples survivants de ponts de ce type dans l'état de l'Utah.